# Municipio de Salem (condado de Auglaize)
El municipio de Salem (en inglés: Salem Township) es un municipio ubicado en el condado de Auglaize en el estado estadounidense de Ohio. En el año 2010 tenía una población de 498 habitantes y una densidad poblacional de 7,76 personas por km².

## Geografía
El municipio de Salem se encuentra ubicado en las coordenadas 40°39′20″N 84°23′52″O / 40.65556, -84.39778. Según la Oficina del Censo de los Estados Unidos, el municipio tiene una superficie total de 64.22 km², de la cual 64,22 km² corresponden a tierra firme y (0 %) 0 km² es agua.

## Demografía
Según el censo de 2010, había 498 personas residiendo en el municipio de Salem. La densidad de población era de 7,76 hab./km². De los 498 habitantes, el municipio de Salem estaba compuesto por el 96,79 % blancos, el 0,4 % eran amerindios, el 1,2 % eran asiáticos, el 0,2 % eran de otras razas y el 1,41 % eran de una mezcla de razas. Del total de la población el 0,2 % eran hispanos o latinos de cualquier raza.